# Narcyz (mitologia)
Narcyz (gr. Νάρκισσος Nárkissos, łac. Narcissus) – mityczna postać młodego myśliwego o niezwykłej urodzie.
Jak podaje Owidiusz w Metamorfozach, Narcyz pochodził od nimfy Liriope i bóstwa rzecznego Kefisosa. Wyróżniał się wielką urodą. Po narodzinach dziecka rodzice udali się do wieszczka Tejrezjasza  z prośbą o wywróżenie chłopcu przyszłości. Tejrezjasz przepowiedział, że chłopiec będzie żył, dopóki nie ujrzy swego odbicia. Stwierdził, że dziecko dożyje starości, jeśli nie będzie siebie oglądało.
Gdy Narcyz dorósł, stał się bardzo urodziwym mężczyzną. Czas spędzał w górach lub lasach, znały go więc wszystkie nimfy. Wszystkie żywiły do niego gorące uczucia. Kochało go też wiele dziewcząt. Narcyz jednak nie był zainteresowany związkami miłosnymi. Kochał tylko polowanie, obojętny na wzbudzaną przez siebie miłość.
Smutny los spotkał nimfę Echo. Jak inne boginki, zakochała się w nim i spotkała z odtrąceniem. Pogrążyła się więc w rozpaczy i stopniowo nikła, aż wreszcie pozostał z niej tylko jękliwy głos. Wedle innej wersji jeszcze przed poznaniem Narcyza Echo swoją gadatliwością wprawiła w gniew Herę. Bogini ukarała nimfę, która mogła jedynie powtarzać ostatnie zasłyszane słowa. Kiedy więc Narcyz nawoływał, Echo odpowiadała mu. Zabawa ta szybko jednak znudziła myśliwego, który porzucił nimfę, zostawiając ją w rozpaczy, przez co uciekła na pustkowie i tam nikła, aż został z niej sam powtarzający zasłyszane słowa głos.
W jednej z wersji wzgardzone przez Narcyza dziewczęta zanosiły do nieba modły o pomszczenie ich krzywdy. W innej zachowanie względem Echo oburzyło jej siostry. Udały się one po pomoc do Nemezis, oskarżając Narcyza o egoizm i obojętność. Bogini zdecydowała się wymierzyć sprawiedliwość. Pewnego upalnego dnia zawiodła polującego młodzieńca nad źródło, gdzie zmęczony polowaniem łowca pragnął się odświeżyć. Chcąc ugasić pragnienie, pochylił się nad strumieniem. Ujrzał w lustrze wody swą twarz. Własna uroda zadziwiła go. Zakochał się sam w sobie. Nie była to szczęśliwa miłość, gdyż młodzieniec, mimo ciągłego nachylania się, nie mógł dosięgnąć własnej twarzy. Nie przyjmował pokarmów ani napojów. Cały świat stał się dla niego obojętny. W jednej z wersji umarł z tęsknoty. Pochowano go, a na jego grobie wyrósł kwiat o złotym środku otoczonym białymi płatkami, który nazwano narcyzem. Młodzieniec jednak i po śmierci nie zaznał ukojenia. Starał się odnaleźć swą twarz w wodach Styksu. Istnieje też wersja mitu mówiąca, że Narcyz tak długo przebywał nad źródłem, że zapuścił tam korzenie. W końcu jego ciało uległo przemianie w kwiat przeglądający się wiosną i latem w zwierciadle wody, a więdnący jesienią.

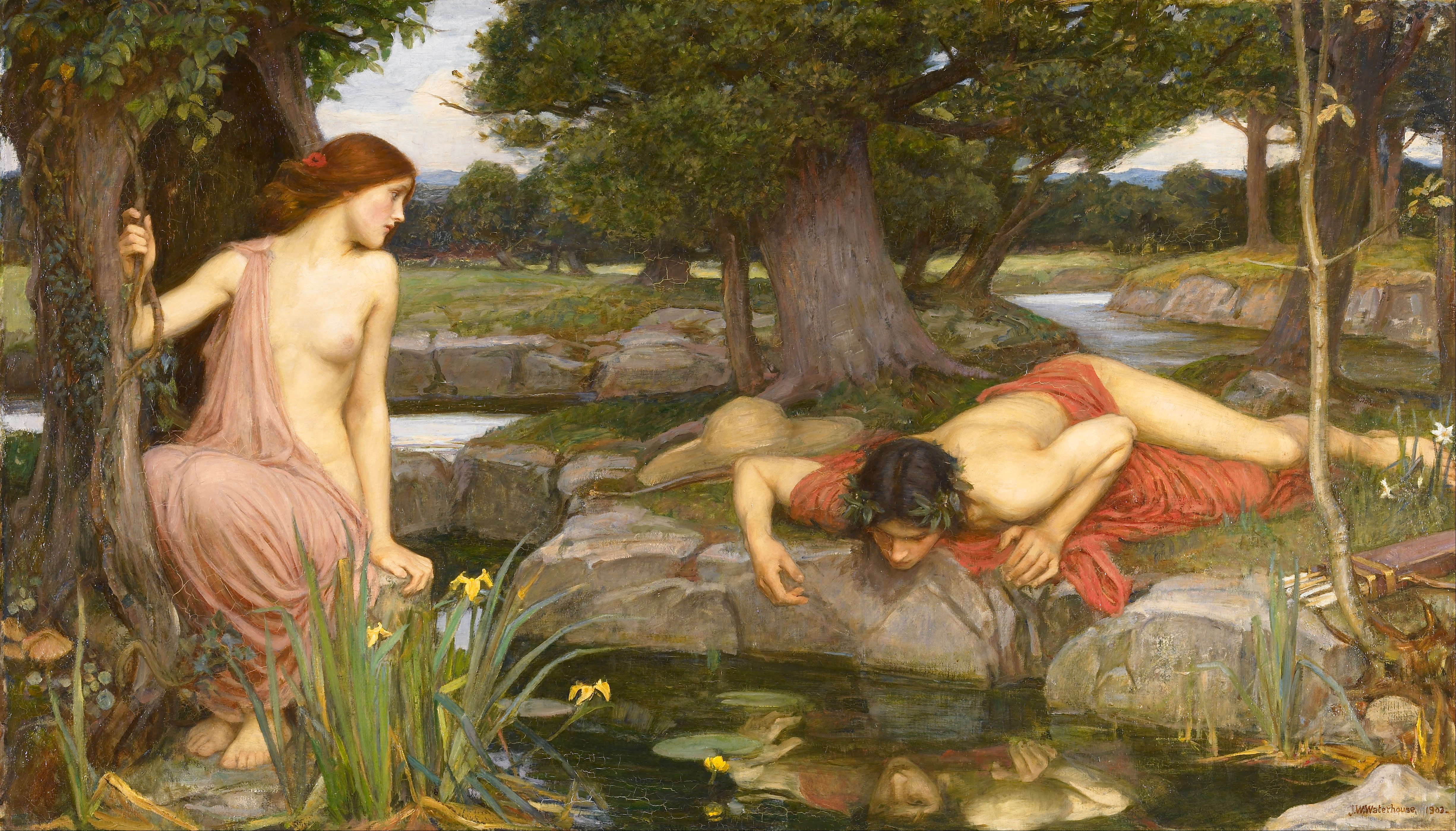
Echo i Narcyz (mal. John William Waterhouse, 1903)

Istnieje jeszcze inna wersja mitu o Narcyzie. Podaje ona, że młodzieniec miał siostrę, a nawet bliźniaczkę, podobną do niego z wyglądu. To w niej miał się zakochać lub też po prostu kochał ją jako siostrę. Dziewczyna jednak zmarła. Wtedy Narcyz, tak podobny do siostry, wpatrywał się nad wodą w swoją twarz, gdyż przypominała mu oblicze drogiej zmarłej; nie chciał bowiem zapomnieć jej wyglądu. Wydawało mu się, że to jej twarz widzi, co koiło jego cierpienie. Tak więc pocieszał się, wpatrując się w zwierciadło wody. W końcu i on umarł z wyczerpania. Jest to racjonalistyczna interpretacja mitu, podawana przez Pauzaniasza.
Wyróżnia się też beocką wersję mitu. Podaje ona, iż Narcyz zamieszkiwał Tespie w pobliżu Helikonu. Jego uroda i pogarda dla miłości są zgodne z bardziej znanymi wersjami mitu, natomiast w roli zawiedzionego adoratora występuje młody Amejnias. Narcyz odrzucił jego uczucie, odstręczał go od siebie, a nawet któregoś razu posłał mu miecz. Amejnias spełnił sugestię obiektu swojej miłości i popełnił samobójstwo pod drzwiami domu Narcyza. Dalszy ciąg jest podobny – Narcyz zakochuje się we własnym obliczu widzianym w zwierciadle wody, co sprowadza na niego śmierć. Jego krew przesiąkła ziemię, z której wyrósł kwiat noszący imię młodzieńca. Opowieść ta ma związek z kultem miłości w Tespiach.
Jeszcze inna wersja podaje, jakoby Narcyz pochodził z eubejskiej Eretrii, a zabić go miał Epops lub Epo. Kwiat noszący jego imię – narcyz biały z czerwonym znamieniem (Narcissus poeticus), miał powstać z krwi zamordowanego. Istnieją też domniemania, że kwiatem tym, poświęconym Hadesowi, był irys lub lilia. Wiadomo, że w starożytności z kwiatów narcyza sporządzano balsam na dolegliwości uszu, a także maść na rany będące skutkiem odmrożenia.
Powstałe od jego imienia określenie „narcyzm” oznacza w ogólnym rozumieniu przesadny stan nadmiernego zainteresowania się sobą aż do zachwycenia własną urodą; rodzaj samouwielbienia, typowy dla bezkrytycznego uznawania własnych cech fizycznych i psychicznych, prowadzącego do zakochania się w samym sobie.   